# Nattergal
Nattergalen (Luscinia luscinia) er en art i ordenen spurvefugle, der er kendt for sin smukke sang, som ofte forekommer om natten. Den yngler i det østlige Europa (Danmark er ved dens vestlige ynglegrænse) og vestlige Asien i moser eller fugtige skove med rig undervegetation. Det er en udpræget trækfugl, der ankommer til Danmark fra tropisk Østafrika i slutningen af april og starten af maj.
Nattergalen er en lille, hovedsagelig brun fugl der let overses, men til gengæld har den en høj og klar stemme. Trods dette hører nattergalen ikke til blandt gruppen af sangere, men tilhører i stedet fluesnapperfamilien. Selvom nattergalen har en smuk sang, er det dens nære slægtning den sydlige nattergal (L. megarhynchos), som både ligner den i udseende og stemme, der typisk var basis for forskellige historier og eventyr. Den art har en mere vestlig og sydlig udbredelse i Europa (på engelsk kaldes den blot nightingale, mens Luscinia luscinia, som ikke yngler i England, kaldes thrush nightingale), og hvor dens udbredelse overlapper med nattergalen kan de sjældent hybridisere. I Danmark er nattergalen en ret almindelig ynglefugl, mens den sydlige nattergal endnu ikke er fast ynglefugl i Danmark. Mens den danske ynglebestand af nattergalen er faldende, forventes det at den sydlige nattergal vil blive en fast ynglefugl på grund af klimaforandringer.

## Udseende
Nattergalen har en meget lidt påfaldende fjerdragt. Den er brunlig på oversiden og gulbrun på den let spættede underside. Halen er karakteristisk rødbrun. Med sin størrelse på 16,5 centimeter er den lidt større end f.eks. rødhals og med længere hale. Kønnene er ens. Ungfuglene kendes på et skællet udseende. Deres dragt skiftes inden trækket sydpå om efteråret.
Den ligner meget den nært beslægtede sydlig nattergal, der findes syd for den dansk-tyske grænse, men denne har en mere rødbrun overside og en mere rød hale. Undersiden hos sydlig nattergal er desuden uden pletter. På trods af disse forskelle vil de to arter være vanskelige at adskille i felten. Med fuglen i hånden kan sydlig nattergal blandt andet kendes på anderledes udformede håndsvingfjer, hvor der findes en indskæring på yderfanen af fjerde håndsvingfjer. Denne indskæring mangler hos nattergal. De to arter kan nemmest kendes fra hinanden på sangen.

## Sang
Nattergalen er mest kendt for sin kraftige, smukke sang, der især om natten høres vidt omkring. Det er hannen, der synger for at tiltrække en hun og for at markere sit territorium overfor andre hanner. Sangen er særlig intens i tiden omkring territoriets oprettelse i maj, hvor den kan høres hele døgnet, men sangen varer ved til midt i juni. Nogle fugle synger dog i længere tid, til et stykke ind i juli.
Nattergalen er som regel meget svær at få øje på, men den synger ofte et par meter over jorden i tæt buskads. Det er lettest at høre nattergalen om aftenen eller om natten, hvor de fleste andre fugle er stille. Sangen, der kan høres i kilometers afstand, består eksempelvis af melodiske tjuk-tjuk-tjuk, snerrende toner og et ofte afsluttende tsip. Dens sang er meget varieret, specielt i maj måned lige efter ankomsten.
Lokkekaldet er et højt, blødt og langt hiid eller et kort, skarpt tsitt. Desuden høres et lavt, dybt chuk og snerrende lyde.
Den sydlige nattergal har en mindre kraftig sang, der mangler de typiske snerrende toner og det ofte afsluttende tsip. Den synger desuden i kortere afsnit af kun 3-5 sekunders varighed, mens nattergalen synger i 5-10 sekunder ad gangen.

## Udbredelse
Arten er udbredt i det østlige Europa og vestlige Asien. Vestgrænsen udgøres af Danmark og strækker sig videre mod sydøst gennem Tyskland og Ungarn til Balkan. Den afløses af sydlig nattergal mod vest. Dens østgrænse er det vestlige Sibirien. De to arter er sandsynligvis opstået som følge af adskilte bestande i forbindelse med istiden.
I Danmark er nattergalen talrigest i den østlige del af landet og sjælden eller manglende i det vestlige Jylland. Fra 1960'erne og indtil 1980'erne bredte nattergalen sig mod nord i Skandinavien og blev desuden almindeligere i Nordjylland. Siden da er bestanden igen begyndt at gå tilbage. Ynglebestanden er vurderet som sårbar på den danske rødliste. Selvom grunden ikke kendes med sikkerhed, er en af dem formodentlig klimaforandringer med mere regnfulde somre. Det har man også set for en række andre fugle i Danmark (f.eks. pungmejse, pirol, karmindompap og høgesanger), hvor hovedudbredelsen er sydøst for Danmark.

## Føde
Med det lange og ret kraftige næb er nattergalen tilpasset en føde, der består af insekter, edderkopper og andre små leddyr, der alle tages på jorden. Sidst på sommeren kan den i mindre grad også leve af bær.

## Yngleforhold
Hunnen bygger reden af græs og vissent løv som regel skjult i vegetationen direkte på jorden. Det er også hunnen alene, der på cirka 14 dage udruger de 4-6 olivengrønne æg, der lægges omkring 1. juni. Ungerne forlader reden efter 10-12 dage, mens de stadig er uflyvedygtige. De mades af begge mager i omkring en uge mere.

## Træk
Nattergalen er en langdistancetrækker, der kommer til Danmark i første del af maj. Den forlader igen landet i løbet af august og september. Arten trækker udelukkende om natten ligesom de fleste andre jordsangere.
Vinterkvarteret er tropisk Østafrika. Første del af trækket går til et område nord for ækvator, mens den omkring årsskiftet trækker videre mod syd, for at ankomme i et andet område syd for ækvator, hvor der netop på det tidspunkt er mange insekter på grund af regntiden.